# Eső (irodalmi lap)
Az Eső évente négy alkalommal megjelenő irodalmi folyóirat.

## Szerkesztőség
Az Eső főszerkesztője Jenei Gyula, a szerkesztőbizottság tagjai Benedek Szabolcs (1999-től 2001-ig, majd 2009-től ismét), Körmendi Lajos (2000-től 2005-ben bekövetkezett haláláig), P. Nagy István (1998-tól, 2000-től szöveggondozói feladatokat is ellátott) és Várszegi Tibor. 2009-ben Jenei bevonta a szerkesztőbizottsági munkába Kele Fodor Ákost, valamint a laphoz szerzőként korábban is kötődő kritikust, Simon Ferencet. 2010 végétől két éven át (haláláig) a szöveggondozói feladatokat Jurkovics János látta el, jelenleg pedig Varga Sándor.

## Alapítás
Az Esőt 1998-ban gyakorlatilag a semmiből hozta létre a civil akarat – azzal a szándékkal, hogy esztétikai irányzatoktól függetlenül, a minőség jegyében összefogja Jász-Nagykun-Szolnok megye literátorait (a megyében élőket, az innen elszármazottakat, vagy az életük egy-egy szakaszával ide kötődőket), méghozzá úgy, hogy országos összevetésben is megmutassa rangjukat. Vagyis az itteni szerzők írásait a magyar irodalom javának társaságában közölni.
Azt követően, hogy 1995-ben a lapfenntartó önkormányzat eltávolította a Jászkunság című folyóirat éléről Körmendi Lajost, néhány évig nem volt irodalmi (vagy legalább részben irodalmat közlő) periodika Jász-Nagykun-Szolnok megyében.
1998-ban Jenei Gyula lapalapítási szándékkal kereste meg Vass Lajost (aki akkor a Szolnok Városi Művelődési Központ igazgatója volt), azt remélve tőle, hogy előteremti a folyóirat működéséhez szükséges anyagi hátteret. Vass Lajos Turczi Istvánnak említette a lapindítási tervet, s fölvetődött, hogy Turczi István a saját lapjában, a Parnasszus című költészeti folyóiratban teret ad a lapkezdeménynek, egyúttal bevezetve azt az irodalmi köztudatba.

## Történet
Az Eső (Jász-Nagykun-Szolnok megyei irodalmi folyóirat) első száma 1998 decemberében jelent meg a Parnasszus folyóirat részeként, azétól különböző színű papíron, mindössze huszonnégy oldalon. A kiadvány pénzügyi hátterét a Szolnok Városi Művelődési Központ Közhasznú Társaság és a Szemafor Művelődési és Kulturális Alapítvány biztosította, így felelős kiadóként Vass Lajos ügyvezető igazgató és Farkasházi István alapítványi elnök jegyezte a lapot. A szerkesztőbizottság elnöke Turczi István, felelős szerkesztő Jenei Gyula volt. A második szám a VMK és a szolnoki Szigligeti Színház támogatásával jelent meg, így azon Vass Lajos mellett Schwajda György színházigazgató szerepelt felelős kiadóként. A következő két szám már nem volt beragasztva a Parnasszusba, hanem abból kiemelhető tűzött kis füzet formájában látott napvilágot.
1999-ben a tervezett négy szám helyett – pénzhiány miatt – csak három jelent meg. Úgy tűnt, hogy a lap már önállósulása előtt megszűnik. Azonban a szerzők közül néhányan (Körmendi Lajos, Dienes Eszter és mások) folytatásra biztatták Jenei Gyulát. Ő megkereste egykori évfolyamtársát, a lap egyik szerzőjét, Várszegi Tibort, aki akkor már kiadója és szerkesztője volt az Ellenfény című színházi lapnak, és számottevő kulturális menedzseri gyakorlattal rendelkezett. Várszegi Tibor vállalta az Eső kiadását, és a jászberényi székhelyű Új Színházért Alapítvány elnökeként tíz éven keresztül szervezte a lap megjelenésének feltételeit (pályázatokat írt, intézte az anyagi ügyeket, olykor szállította a lapot). 2010 januárjától egyéb elfoglaltságai miatt nem tudta tovább ellátni a kiadói feladatokat, de az adott évben a folyamatban lévő NKA-s pályázat miatt még társkiadója maradt a folyóiratnak. 2010-ben az Eső új kiadója a Max-kontír ’99 Könyvelő és Szolgáltató Betéti Társaság Szolnoki Fióktelepe lett. Az Eső kiadói munkáit ekkortól Fekete Marianna végzi, felelős kiadóként Fekete András jegyzi a lapot.
A 2000-től immár önállóan, a Lapker által országosan terjesztett Eső fő támogatói kezdetben a Nemzeti Kulturális Alap és a Nemzeti Kulturális Örökség Minisztériuma, valamint különböző megyei, sőt megyehatáron túli önkormányzatok, cégek, alapítványok, magánszemélyek voltak. Az Eső tördelését hosszú évekig az Axel Springer Magyarország Kft. szolnoki szerkesztőségében végezték, térítésmentesen. 2003-ban a Jász-Nagykun-Szolnok Megyei Önkormányzat (azóta többször megújított) hároméves szerződésben fontos részt vállalt a lap fenntartásából. 2007-től folyamatosan erősödött Szolnok Megyei Jogú Város Önkormányzatának lapfenntartó szerepe, ám az NKA 2009-es döntése (a folyóirat-támogatások csökkenése, illetve átrendezése) 2010-ben ismét arra kényszerítette a kiadót, hogy vállalkozókat szólítson meg támogatásért. 2012 elejétől a megyei önkormányzat, a közigazgatási átszervezések következtében, felmondta a támogatói szerződést.

## Megjelenés
Az Eső általában 80-120 oldalon jelenik meg, de előfordult már 150 oldalas lapszám is. A folyóirat első formátumát Sárkány Sándor tervezte (a címlap arculata máig az ő eredeti ötletét tükrözi), de mert azt a nyomda nem tudta maradéktalanul megvalósítani, 2001-től Hajdú Kata lapterve szerint jelent meg a folyóirat, ám az évek során a korábbi tördelő annak bizonyos elemeit föllazította. 2010-ben Verebes György a „megtartva megújítani” szellemében újratervezte a lapot. A honlap látványterve is Verebes György munkája. 
Az Eső első önálló száma Szolnokon készült, sok nyomdai hibával, ezért a második számtól 2006 végéig a karcagi Nyomda Kft-ben nyomták, 2007-től pedig ismét Szolnokon készül a Graffiti Press Kiadó Kft. nyomdájában.

## Terjesztés
Az Eső kilencszáz példányban jelenik meg (korábban ezerben jelent meg.) Egy része bekerül az országos terjesztésbe (a Lapker Zrt. terjeszti, kapható budapesti és vidéki újságos pavilonokban; az Írók Boltjában is), a többiből kap a megye valamennyi általános és középiskolája, könyvtára (vagyis Jász-Nagykun-Szolnok megyében hangsúlyosan van jelen a folyóirat), a szerzők, különböző helyi és országos médiumok, más folyóiratok, irodalmi fórumok, intézmények, egyéni megrendelők. A remittendát a szerkesztők szétosztják lapbemutatókon, középiskolásoknak tartott rendhagyó irodalomórákon, illetve szolnoki kulturális intézményeknek (mozi, könyvtár, művésztelep), ahonnan az érdeklődők ingyen elvihetik a régi számokat.

## Tematikák
Az Eső gyakran tematikus (vagy részben tematikus) számokkal jelentkezik. Felkérésére írtak, rajzoltak szerzők az alábbi témákban, az alábbi hívószavakra:
- helyek (1998/1);
- kocsma (1999/1);
- erotika (1999/2);
- zene (1999/3);
- színház (2000/1);
- Tisza (2000/2);
- Simonyi Imre-emlékszám (2000/3);
- cigány (2000/4);
- foci (2001/1);
- mese (2001/2);
- ima, a bereki hévíz (2001/3-4);
- tárgyak (2002/1);
- pénz, a 90 éves Kiss Tamás köszöntése (2002/2);
- utazás (2002/3);
- In memoriam Ember Mária (2003/1);
- paródia (2003/2);
- iskola (2003/3);
- női szövegek (2003/4);
- szociográfia, Tabák Lajos köszöntése (2004/1);
- rózsa (2004/4);
- Körmendi Lajos-emlékszám (2005/2);
- szociográfia (2006/1);
- irodalomtudomány és irodalomtanítás (2006/3);
- családtörténetek (2006/4);
- tánc és színház (2007/2);
- gyermekirodalom (2007/4);
- Szolnok (2008/2);
- a Nyugat (2008/3);
- Dienes Eszter köszöntése (2009/2);
- eső (2008/3);
- karácsony (2009/4);
- foci (2010/2);
- ötvenes évek (2010/3);
- egypercesek (2012/1);
- Szolnok, újra (2012/2);
- világvége (2012/4);
- retró – Kádár-korszak (2014/1);
- csokoládé (2014/3);
- fény (2015/3);
- Erdély (2015/4).

Az Esőben néhány nagyinterjú is megjelent:
- Berecz Andrással (2002/2);
- Kiss Tamással (2002/2);
- Ember Máriával (2003/1);
- Körmendi Lajossal (2005/2);
- Simonyi Imrével (2007/3);
- Dienes Eszterrel (2009/2);
- Szenti Ernővel (2009/3);
- Rentz Mátyással (2009/4);
- Várszegi Tiborral (2010/1);
- Benedek Szabolccsal (2010/2);
- Saád Katalinnal (2010/3);
- Darvasi Lászlóval (2010/4);
- Serfőző Simonnal (2011/1);
- P. Nagy Istvánnal (2011/2);
- Bistey Andrással (3011/3);
- Rékasy Ildikóval (2011/4);
- Kele Fodor Ákossal (2012/1);
- Lázár Balázzsal (2012/2);
- Bán Mórral (2012/3);
- Mrena Juliannával (2012/4);
- Toroczkay Andrással (2013/1);
- Sepsi Lászlóval (2013/2);
- Matuz Jánossal (2013/3);
- Molnár H. Magorral (2013/4) és
- Ahmed Amrannal (2015/3)